# Lamia Chemlal
Lamia Chemlal, née le 6 juillet 1999, est une lutteuse algérienne.

## Carrière
Lamia Chemlal est médaillée d'argent dans la catégorie des moins de 55 kg aux championnats d'Afrique 2019 à Hammamet.

## Palmarès
| Année | Compétition                   | Lieu     | Résultat | Catégorie |
| ----- | ----------------------------- | -------- | -------- | --------- |
| 2016  | Championnats d'Afrique cadets | Alger    | 2e       | - 56 kg   |
| 2019  | Championnats d'Afrique        | Hammamet | 2e       | - 55 kg   |